# Distichophyllum collenchymatosum
Distichophyllum collenchymatosum là một loài Rêu trong họ Hookeriaceae. Loài này được Cardot mô tả khoa học đầu tiên năm 1911.